# West-Saksisch voetbalkampioenschap 1912/13
In 1912/13 werd het eerste voetbalkampioenschap van West-Saksen gespeeld, dat georganiseerd werd door de Midden-Duitse voetbalbond. De competitie werd op 14 juli 1912 in Glauchau in het leven geroepen. Zwickauer SC werd kampioen en plaatste zich voor de Midden-Duitse eindronde. De club versloeg FC Preußen Weißenfels en Budissa Bautzen en verloor dan van Coburger FC. 

## 1. Klasse
| Plaats | Club                    | Wed. | W | G | V | Saldo | Ptn.  |
| ------ | ----------------------- | ---- | - | - | - | ----- | ----- |
| 1.     | Zwickauer SC            | 8    | 8 | 0 | 0 | 46:08 | 16:00 |
| 2.     | FC Olympia Zwickau      | 8    | 3 | 1 | 4 | 08:28 | 07:09 |
| 3.     | FC Sachsen Meerane      | 8    | 3 | 1 | 4 | 09:31 | 07:09 |
| 4.     | Glauchauer SV 1907      | 8    | 2 | 2 | 4 | 20:15 | 06:10 |
| 5.     | Glauchauer Sportfreunde | 8    | 1 | 2 | 5 | 04:05 | 04:12 |

|  | Kampioen, geplaatst voor Midden-Duitse eindronde |
|  | Degradatie                                       |